# Cryptic Wintermoon
Cryptic Wintermoon est un groupe de black metal mélodique allemand, originaire de Hof et Münchberg, en Bavière.

## Biographie
Le groupe est formé en 1993 à Hof et Münchberg, en Bavière,. Après la sortie de la cassette-démo Voyage dans la lune en 1995, l'EP Cryptic Wintermoon en 1997, et le mini-album Franconian Frost en 1998, Cryptic Wintermoon signe un contrat avec le label Ars Metalli en décembre 1998 et enregistre son premier album, The Age of Cataclysm. Ce dernier contient 11 chansons pour une durée totale de 60 minutes. À sa sortie, l'album reçoit une bonne critique de la part de la presse spécialisée : notamment, Rock Hard lui donne une note de 9 sur 10, et Heavy oder was!? de 10 sur 12[réf. nécessaire].
Cryptic Wintermoon rompt finalement son contrat avec Ars Metalli, et signe chez Massacre Records, où le second album du nom de A Coming Storm sort en mai 2003. Ce dernier reçoit également des critiques favorables de la part notamment de Rock Hard (8,5 sur 10), Heavy oder was!? (10 sur 12), et Metalreviews.com (89 sur 100). Cryptic Wintermoon s’évertue également à jouer dans les plus grands festivals de métal à ciel ouvert comme celui de Wacken 2003 en Allemagne (aux côtés de Slayer, Unleashed, et Carpathian Forest notamment) mais aussi dans des concerts plus underground.
Après avoir passé plus de deux ans à composer et enregistrer de nouvelles chansons, le groupe sort son deuxième et dernier album chez Massacre Records, Of Shadows… and the Dark Things You Fear en 2005. À la suite de cette sortie, Cryptic Wintermoon s'accorde une pause afin que les membres puissent se consacrer à leurs préoccupation personnelles. Après cette coupure qui durera finalement trois ans, Cryptic Wintermoon sort finalement son album actuel, Fear, qui porte principalement sur la Première Guerre mondiale et montre toute la noirceur et l'inhumanité de la guerre industrielle. Si la majorité des paroles sont en anglais, certains passages sont désormais chantés en allemand. Cette fois, le groupe décide de ne pas travailler avec un label discographique, ces derniers étant jugés comme « privilégiant l'aspect financier à la qualité de la musique »[réf. nécessaire]. 

## Membres

### Membres actuels
- Larsen Beattie – guitare (depuis 1993)[1]
- Ronny Dörfler – clavier (1995), chant (depuis 1995)[1]
- Andrea Walther – clavier (depuis 1995)[1]
- Michael Schürger – guitare (depuis 1997)[1]
- Andreas Schmidt « Goatie » – batterie (depuis 1999)[1]
- Orlok – basse (depuis 2003)[1]

### Anciens membres
- Christian Reichel – basse, chant (1993-1996)[1]
- Marek Karakasevic – batterie (1993-1995)[1]
- Bernd Seeberger – chant, clavier (1993-1994)[1]
- Alexander Pöhlmann – batterie (1995-1999), clavier (1995)[1]
- Christian Ender – basse, chant (1996-1999)[1]
- Jochen Kressin – guitare (1996-1997)[1]
- Jason – basse (1999-2003)[1]
- Gary Kietz – basse (2003)[1]